# Germain Ifedi
Germain Ifedi (Houston, 2 giugno 1994) è un giocatore di football americano statunitense che milita nel ruolo di offensive tackle per i Cleveland Browns della National Football League (NFL).

## Carriera universitaria
Ifedi al college giocò a Texas A&M dal 2013 al 2015. Nella prima annata fece parte di una linea offensiva che comprendeva anche Jake Matthews e Cedric Ogbuehi, venendo premiato come Freshman All-American da The Sporting News.

## Carriera professionistica

### Seattle Seahawks
Ifedi fu scelto nel corso del primo giro (31º assoluto) del Draft NFL 2016 dai Seattle Seahawks. Dopo avere perso tutto il primo mese di gioco a causa di un infortunio a una caviglia, debuttò come professionista partendo come titolare nella gara della settimana 5 vinta contro i New York Jets. Da quel momento partì come titolare per tutto il resto della stagione, terminata con 13 presenze. Nella successiva invece disputò tutte le 16 partite come titolare. Quell'anno guidò la lega con 16 penalità subite.

### Chicago Bears
Il 25 marzo 2020 Ifedi firmò un contratto di un anno con i Chicago Bears. Il 17 marzo 2021 firmò un rinnovo annuale del valore di 5 milioni di dollari.

### Atlanta Falcons
Il 6 aprile 2022 Ifedi firmò un contratto di un anno con gli Atlanta Falcons.

### Detroit Lions
Il 23 marzo 2023 Ifedi firmò con i Detroit Lions, da cui fu svincolato il 27 agosto.

### Buffalo Bills
Il 30 agosto 2023 Ifedi firmò con i Buffalo Bills. Fu svincolato il 28 dicembre e rifirmò con la squadra di allenamento due giorni dopo.

### Cleveland Browns
Il 18 aprile 2024 Ifedi firmò con i Cleveland Browns. Fu svincolato il 27 agosto dopo di che rifirmò con la squadra di allenamento.